# Rivière à la Chute (île d'Anticosti)
Pour les articles homonymes, voir Chute.
La rivière à la Chute est un cours d'eau de l'Île d'Anticosti, au Québec (Canada), se jetant dans le golfe du Saint-Laurent. Elle est située dans la municipalité de L'Île-d'Anticosti.
Un route forestière (sens nord-sud) dessert le côté ouest de cette vallée, reliant la Pointe-Sud-Ouest de l'île, le lieu-dit Tour-de-Jupiter (situé sur la ligne de partage des eaux) et la route principale passant sur le versant nord de l'île. Un embranchement de cette route descent vers le sud-est pour rejoindre la route forestière le long du littoral sud de l'île.

## Toponymie
Cette désignation toponymique paraît sur la carte de 1955 de la compagnie forestière Consolidated Bathurst, dans le Bulletin de la Société de géographie de Québec de 1924, ainsi que dans la Monographie de l'île d'Anticosti publiée en 1904.
Le toponyme « rivière à la Chute » a été officialisé le 5 décembre 1968 à la Banque des noms de lieux de la Commission de toponymie du Québec.

## Géographie
La rivière à la Chute tire sa source d'un lac entouré de marais (longueur: 0,7 km; altitude: 168 m), situé au centre de l'île. Cette zone du lac de tête comporte d'étangs et de zones de marais. Cette source est située à:
- 79,3 km à l'est du centre-ville du village de Port-Menier;
- 42,1 km au sud de la rive nord de l'île d'Anticosti;
- 9,4 km au nord-est de la rive sud de l'île d'Anticosti[2].

À partir de sa source, la rivière à la Chute coule sur 12,3 km avec un dénivelé de 167 m, selon les segments suivants:
- 7,6 km vers le sud-ouest, en formant une grande courbe vers le sud-est et affichant un fort dénivelé, jusqu'à un ruisseau (venant de l'est);
- 4,7 km vers le sud, en recueillant d'abord un ruisseau (venant du nord-ouest), puis recueillant la décharge (venant du nord-ouest) d'un petit lac et passant sous le pont de la route forestière, jusqu'à son embouchure[2].

La rivière à la Chute se déverse du côté ouest des récifs Jumpers sur la rive sud de l'Île d'Anticosti, dans le golfe du Saint-Laurent, soit à 7,6 km à l'ouest de l'embouchure de la rivière du Brick, à 14,4 km au sud-est de l'embouchure de la rivière Jupiter et à 79,4 km au sud-est du centre du village de Port-Menier.